# San Mateo (Miguel Ángel)
San Mateo es una obra escultórica en mármol de 2,61 metros de altura, realizada por Miguel Ángel, quien la dejó inacabada y se encuentra en la Galleria dell'Accademia en Florencia.
El 24 de abril de 1503 firmó el contrato el escultor con el Gremio de la Lana, donde se comprometía a realizar doce imágenes de los apóstoles para Santa María del Fiore. Sólo empezó la de san Mateo, ya que cuando Giuliano della Rovere fue escogido papa con el nombre de Julio II, lo llamó a Roma para encargarle la realización de su sepulcro, este encargo le hizo abandonar el proyecto de Florencia, el contrato del cual, fue anulado el 18 de diciembre de 1505.
La escultura de san Mateo inacabada, se parece a la de los esclavos, que más tarde, realizó el escultor para la tumba de Julio II, parece la figura surgir de la piedra, cargada con una gran emoción que en la época de Miguel Ángel, describían como de terribilitá.